# 韋爾斯鎮區 (密歇根州土斯科拉縣)
韋爾斯鎮區（英語：Wells Township）是位於美國密歇根州土斯科拉縣的一個行政鎮區。

## 地方資料
韋爾斯鎮區的面積為91.70平方千米，當中陸地面積為91.70平方千米，而水域面積為0.00平方千米。根據2020年美國人口普查的數據，當地共有人口1590人，而人口密度為每平方千米17.34人。